# Tine De Caigny
Tine De Caigny (Beveren, 9 juni 1997) is een Belgische voetbalspeelster. Ze speelde van 2017 tot 2021 als spits bij Anderlecht in de Super League. Nadat ze de gouden schoen won vertrok ze naar Hoffenheim, in Duitsland. Ze speelt ook voor de Red Flames.
Sinds juni 2023 speelt ze weer bij RSC Anderlecht.

## Loopbaan

### Club
Op haar 7e begon Tine te voetballen bij FC Vrasene. Daar heeft ze tot haar 16 jaar gevoetbald op Provinciaal niveau bij de jongens.Toen ze moest kiezen voor een dames ploeg ging ze naar Club Brugge waar ze 2 seizoenen bleef en Brugge stopte met op het hoogste niveau te voetballen. In seizoen 2015-16 ging ze naar Lierse. Lierse kondigde aan dat ze niet meer zou deelnemen aan de Super League, daarom ging De Caigny op zoek naar een andere ploeg en ging onder andere testen bij het Duitse Juna en het Noorse SK Vålerenga FD. Bij die laatste tekende ze in de zomer van 2016 een contract tot januari 2017. Het contract werd niet verlengd en De Caigny kwam zo terug naar de Belgische competitie bij Anderlecht waar ze het seizoen verder afwerkte.

### Red Flames
Op 14 mei 2014 speelde ze voor de U-15 haar eerste van 4 wedstrijden thuis tegen Nederland. De wedstrijd eindigde op 0-4. Ze scoorde van de vier wedstrijden in 2 wedstrijden een goal.
Met de U-17 speelde ze van de 12 selecties in alle wedstrijden en kon in totaal in 4 wedstrijden scoren. Haar eerste wedstrijd was 0-0 tegen Mexico op 18 september 2012 en haar laatste 0-4 thuis tegen Spanje op 28 juni 2013.
Bij de U-19 speelde ze 14 wedstrijden van de 15 selecties goed voor 1244 speelminuten. In haar eerste wedstrijd op 11 augustus 2013 verloor ze met 2-0 in Tsjechië. Op 7 april 2014 werd dit rechtgezet met een 1-2 winst en De Caigny wist in die wedstrijd ook te scoren. 
Op 28 februari 2014 speelde ze haar eerste wedstrijd voor de A-ploeg thuis tegen Polen. De wedstrijd eindigde op 1-0.
Op 13 januari 2021 behaalde zij de Gouden Schoen.

## Interlands
| Interlands van Tine De Caigny voor België | Interlands van Tine De Caigny voor België | Interlands van Tine De Caigny voor België | Interlands van Tine De Caigny voor België | Interlands van Tine De Caigny voor België | Interlands van Tine De Caigny voor België |
| Nr.                                       | Datum                                     | Wedstrijd                                 | Uitslag                                   | Soort wedstrijd                           | Doelpunten                                |
| Als speelster bij Club Brugge             | Als speelster bij Club Brugge             | Als speelster bij Club Brugge             | Als speelster bij Club Brugge             | Als speelster bij Club Brugge             | Als speelster bij Club Brugge             |
| ----------------------------------------- | ----------------------------------------- | ----------------------------------------- | ----------------------------------------- | ----------------------------------------- | ----------------------------------------- |
| 1.                                        | 8 februari 2014                           | België – Polen                            | 1 – 0                                     | Vriendschappelijk                         | -                                         |
| 2.                                        | 13 september 2014                         | België – Griekenland                      | 11 – 0                                    | Kwalificatie WK 2015                      | 16' 71'                                   |
| 3.                                        | 17 september 2014                         | Portugal – België                         | 0 – 1                                     | Kwalificatie WK 2015                      | -                                         |
| 4.                                        | 22 november 2014                          | Polen – België                            | 1 – 4                                     | Vriendschappelijk                         | 58'                                       |
| 5.                                        | 11 februari 2015                          | Spanje – België                           | 2 – 1                                     | Vriendschappelijk                         | -                                         |
| 6.                                        | 3 maart 2015                              | Tsjechië – België                         | 2 – 2                                     | Cyprus Cup 2015                           | -                                         |
| 7.                                        | 9 maart 2015                              | Mexico – België                           | 0 – 0                                     | Cyprus Cup 2015                           | -                                         |
| 8.                                        | 11 maart 2015                             | Zuid-Korea – België                       | 1 – 1 (5 – 3 n.s.)                        | Cyprus Cup 2015                           | -                                         |
| 9.                                        | 23 mei 2015                               | België – Noorwegen                        | 3 – 2                                     | Vriendschappelijk                         | -                                         |
| Als speelster bij Lierse SK               |                                           |                                           |                                           |                                           |                                           |
| 10.                                       | 16 september 2015                         | België – Polen                            | 5 – 0                                     | Vriendschappelijk                         | 42'                                       |
| 11.                                       | 22 september 2015                         | België – Bosnië en Herzegovina            | 6 – 0                                     | Kwalificatie EK 2017                      | -                                         |
| 12.                                       | 30 november 2015                          | België – Servië                           | 1 – 1                                     | Kwalificatie EK 2017                      | -                                         |
| 13.                                       | 2 maart 2016                              | IJsland – België                          | 2 – 1                                     | Algarve Cup 2016                          | -                                         |
| 14.                                       | 7 maart 2016                              | Denemarken – België                       | 1 – 2                                     | Algarve Cup 2016                          | -                                         |
| 15.                                       | 9 maart 2016                              | België – Rusland                          | 5 – 0                                     | Algarve Cup 2016                          | -                                         |
| 16.                                       | 8 april 2016                              | Engeland – België                         | 1 – 1                                     | Kwalificatie EK 2017                      | -                                         |
| 17.                                       | 12 april 2016                             | België – Estland                          | 6 – 0                                     | Kwalificatie EK 2017                      | 21' 50'                                   |
| Als speelster bij SK Vålerenga FD         |                                           |                                           |                                           |                                           |                                           |
| 18.                                       | 15 september 2016                         | Servië – België                           | 1 – 3                                     | Kwalificatie EK 2017                      | 13'                                       |
| 19.                                       | 20 september 2016                         | België – Engeland                         | 0 – 2                                     | Kwalificatie EK 2017                      | -                                         |
| 20.                                       | 20 oktober 2016                           | België – Rusland                          | 3 – 0                                     | Vriendschappelijk                         | -                                         |
| Als speelster bij RSC Anderlecht          |                                           |                                           |                                           |                                           |                                           |
| 21.                                       | 19 januari 2017                           | Frankrijk – België                        | 1 – 2                                     | Vriendschappelijk                         | -                                         |
| 22.                                       | 1 maart 2017                              | België – Zwitserland                      | 2 – 2                                     | Cyprus Cup 2017                           | -                                         |
| 23.                                       | 6 maart 2017                              | Noord-Korea – België                      | 4 – 1                                     | Cyprus Cup 2017                           | -                                         |
| 24.                                       | 8 maart 2017                              | België – Oostenrijk                       | 1 – 1 (3 – 2 n.s.)                        | Cyprus Cup 2017                           | -                                         |
| 25.                                       | 8 april 2017                              | België – Spanje                           | 1 – 4                                     | Vriendschappelijk                         | -                                         |
| 26.                                       | 11 april 2017                             | België – Schotland                        | 5 – 0                                     | Vriendschappelijk                         | -                                         |
| 27.                                       | 13 juni 2017                              | België – Japan                            | 1 – 1                                     | Vriendschappelijk                         | -                                         |
| 28.                                       | 30 juni 2017                              | Spanje – België                           | 7 – 0                                     | Vriendschappelijk                         | -                                         |
| 29.                                       | 7 juli 2017                               | Frankrijk – België                        | 2 – 0                                     | Vriendschappelijk                         | -                                         |
| 30.                                       | 11 juli 2017                              | België – Rusland                          | 2 – 0                                     | Vriendschappelijk                         | -                                         |
| 31.                                       | 16 juli 2017                              | Denemarken – België                       | 1 – 0                                     | EK 2017                                   | -                                         |
| 32.                                       | 20 juli 2017                              | Noorwegen – België                        | 0 – 2                                     | EK 2017                                   | -                                         |
| 33.                                       | 24 juli 2017                              | België – Nederland                        | 1 – 2                                     | EK 2017                                   | -                                         |
| 34.                                       | 19 september 2017                         | België – Moldavië                         | 12 – 0                                    | Kwalificatie WK 2019                      | 39'                                       |
| 35.                                       | 20 oktober 2017                           | België – Roemenië                         | 3 – 2                                     | Kwalificatie WK 2019                      | -                                         |
| 36.                                       | 24 oktober 2017                           | Portugal – België                         | 0 – 1                                     | Kwalificatie WK 2019                      | 47'                                       |
| 37.                                       | 28 februari 2018                          | België – Tsjechië                         | 1 – 2                                     | Cyprus Cup 2018                           | 76'                                       |
| 38.                                       | 6 april 2018                              | België – Portugal                         | 1 – 1                                     | Kwalificatie WK 2019                      | 90+1'                                     |
| 39.                                       | 10 april 2018                             | Italië – België                           | 2 – 1                                     | Kwalificatie WK 2019                      | -                                         |
| 40.                                       | 31 augustus 2018                          | Roemenië – België                         | 0 – 1                                     | Kwalificatie WK 2019                      | -                                         |
| 41.                                       | 4 september 2018                          | België – Italië                           | 2 – 1                                     | Kwalificatie WK 2019                      | -                                         |
| 42.                                       | 5 oktober 2018                            | België – Zwitserland                      | 2 – 2                                     | Barrages WK 2019                          | -                                         |
| 43.                                       | 9 oktober 2018                            | Zwitserland – België                      | 1 – 1                                     | Barrages WK 2019                          | 77'                                       |
| 44.                                       | 17 januari 2019                           | Spanje – België                           | 1 – 1                                     | Vriendschappelijk                         | -                                         |
| 45.                                       | 20 januari 2019                           | België – Ierland                          | 1 – 0                                     | Vriendschappelijk                         | -                                         |
| 46.                                       | 8 april 2019                              | Verenigde Staten – België                 | 6 – 0                                     | Vriendschappelijk                         | -                                         |
| 47.                                       | 29 augustus 2019                          | België – Engeland                         | 3 – 3                                     | Vriendschappelijk                         | -                                         |
| 48.                                       | 3 september 2019                          | België – Kroatië                          | 6 – 1                                     | Kwalificatie EK 2022                      | 44'                                       |
| 49.                                       | 8 oktober 2019                            | Roemenië – België                         | 0 – 1                                     | Kwalificatie EK 2022                      | -                                         |
| 50.                                       | 8 november 2019                           | Kroatië – België                          | 1 – 4                                     | Kwalificatie EK 2022                      | 81'                                       |
| 51.                                       | 12 november 2019                          | België – Litouwen                         | 6 – 0                                     | Kwalificatie EK 2022                      | 14' 32' 46' 66' 73'                       |
| 52.                                       | 4 maart 2020                              | Nieuw-Zeeland – België                    | 1 – 1 (7 – 6 n.s.)                        | Algarve Cup 2020                          | -                                         |
| 53.                                       | 7 maart 2020                              | België – Portugal                         | 1 – 0                                     | Algarve Cup 2020                          | 65'                                       |
| 54.                                       | 10 maart 2020                             | België – Denemarken                       | 0 – 4                                     | Algarve Cup 2020                          | -                                         |
| 55.                                       | 22 september 2020                         | Zwitserland – België                      | 2 – 1                                     | Kwalificatie EK 2022                      | -                                         |
| 56.                                       | 27 oktober 2020                           | Litouwen – België                         | 0 – 9                                     | Kwalificatie EK 2022                      | 30' 40' 56'                               |
| 57.                                       | 1 december 2020                           | België – Zwitserland                      | 4 – 0                                     | Kwalificatie EK 2022                      | 24' 45+7'                                 |
| 58.                                       | 18 februari 2021                          | België – Nederland                        | 1 – 6                                     | Vriendschappelijk                         | -                                         |
| 59.                                       | 21 februari 2021                          | Duitsland – België                        | 2 – 0                                     | Vriendschappelijk                         | -                                         |
| 60.                                       | 8 april 2021                              | België – Noorwegen                        | 0 – 2                                     | Vriendschappelijk                         | -                                         |
| 61.                                       | 11 april 2021                             | België – Ierland                          | 1 – 0                                     | Vriendschappelijk                         | 14'                                       |
| Als speelster bij TSG 1899 Hoffenheim     |                                           |                                           |                                           |                                           |                                           |
| 62.                                       | 17 september 2021                         | Polen – België                            | 1 – 1                                     | Kwalificatie WK 2023                      | -                                         |
| 63.                                       | 21 september 2021                         | België – Albanië                          | 7 – 0                                     | Kwalificatie WK 2023                      | 26' 50'                                   |
| 64.                                       | 21 oktober 2021                           | België – Kosovo                           | 7 – 0                                     | Kwalificatie WK 2023                      | 28'                                       |
| 65.                                       | 26 oktober 2021                           | Noorwegen – België                        | 4 – 0                                     | Kwalificatie WK 2023                      | -                                         |
| 66.                                       | 25 november 2021                          | België – Armenië                          | 19 – 0                                    | Kwalificatie WK 2023                      | 18' 28' 33'                               |
| 67.                                       | 30 november 2021                          | België – Polen                            | 4 – 0                                     | Kwalificatie WK 2023                      | 15'                                       |
| 68.                                       | 16 februari 2022                          | Slowakije – België                        | 0 – 4                                     | Pinatar Cup 2022                          | 90'                                       |
| 69.                                       | 19 februari 2022                          | België – Wales                            | 0 – 0 (3 – 1 n.s.)                        | Pinatar Cup 2022                          | -                                         |
| 70.                                       | 22 februari 2022                          | België – Rusland                          | 0 – 0 (7 – 6 n.s.)                        | Pinatar Cup 2022                          | -                                         |
| 71.                                       | 7 april 2022                              | Albanië – België                          | 0 – 5                                     | Kwalificatie WK 2023                      | 37' 43'                                   |
| 72.                                       | 12 april 2022                             | Kosovo – België                           | 1 – 6                                     | Kwalificatie WK 2023                      | 22'                                       |
| 73.                                       | 16 juni 2022                              | Engeland – België                         | 3 – 0                                     | Vriendschappelijk                         | -                                         |
| 74.                                       | 23 juni 2022                              | België – Noord-Ierland                    | 4 – 1                                     | Vriendschappelijk                         | -                                         |
| 75.                                       | 26 juni 2022                              | België – Oostenrijk                       | 0 – 1                                     | Vriendschappelijk                         | -                                         |
| 76.                                       | 10 juli 2022                              | België – IJsland                          | 1 – 1                                     | EK 2022                                   | -                                         |
| 77.                                       | 14 juli 2022                              | Frankrijk – België                        | 2 – 1                                     | EK 2022                                   | -                                         |
| 78.                                       | 18 juli 2022                              | Italië – België                           | 0 – 1                                     | EK 2022                                   | 49'                                       |
| 79.                                       | 22 juli 2022                              | Zweden – België                           | 1 – 0                                     | EK 2022                                   | -                                         |
| 80.                                       | 6 oktober 2022                            | Portugal – België                         | 2 – 1                                     | Barrages WK 2023                          | -                                         |
| 81.                                       | 12 november 2022                          | België – Slowakije                        | 7 – 0                                     | Vriendschappelijk                         | 32'                                       |
| 82.                                       | 16 februari 2023                          | Italië – België                           | 1 – 2                                     | Arnold Clark Cup 2023                     | -                                         |
| Totaal                                    | Totaal                                    | Totaal                                    | Totaal                                    | Totaal                                    | 39                                        |

Bijgewerkt t/m 16 februari 2023.